# Costanzo Festa

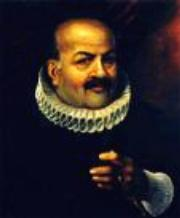
Costanzo Festa

Costanzo Festa (nac. entre 1485 y 1490 - †10 de abril de 1545), fue un compositor italiano del Renacimiento.
Aunque es conocido por sus madrigales, también escribió música sacra vocal. Se lo considera el primer polifonista italiano de renombre internacional. 

## Biografía
No se conocen detalles de sus primeros años. Nació probablemente en el Piamonte cerca de Turín. Según diversos documentos de la época su fecha de nacimiento se fija desde 1480 hasta 1495, pero recientes descubrimientos la sitúan con más precisión a finales de la década de 1480.
En 1514 Festa visita Ferrara, llevando varios motetes con él; parece ser ya un compositor establecido, de acuerdo a la recepción que tiene en la ciudad. Entre 1510 y 1517 
vive en una isla en la bahía de Nápoles, empleado como maestro de música de la familia D'Avalos. En 1517 se muda a Roma, y comienza a trabajar en la corte del Papa León X como cantante. 
Una carta de 1543 indica que estuvo muy enfermo como para viajar junto con el papa a Bolonia, y que muere en 1545. 
Obviamente vivió en Roma la segunda mitad de su vida, sirviendo en el coro papal la mayoría del tiempo. 

## Música e influencia

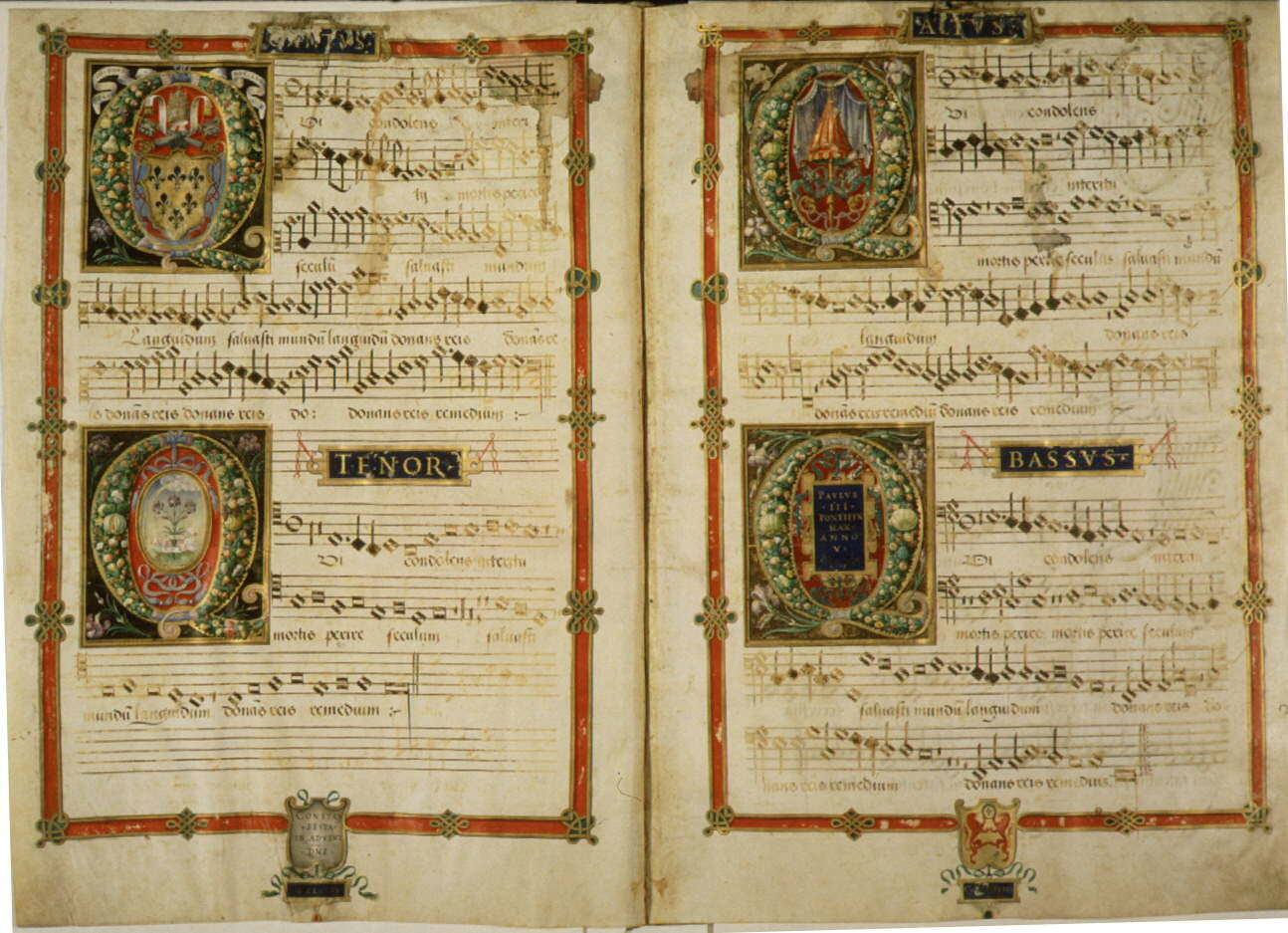
Colección de himnos polifónicos y madrigales de Costanzo Festa. Esta es la colección más antigua de un compositor individual existente en los archivos Vaticanos.

Festa fue uno de los pocos italianos en el coro papal, y se destacó como maestro de la técnica de contrapunto de los holandeses. Justamente su principal aporte en la historia de la música ha sido combinar por primera vez los estilos italiano y holandés. Fue además una fuerte influencia para 
Palestrina, quien siguió los criterios de Festa en sus primeras obras. 
La mayoría de los madrigales de Festa son para tres voces, en contraste con Verdelot que solía preferir cinco o seis. Era propenso a agregar pasajes rápidos y de fuerte ritmo a sus piezas, posiblemente influenciado por el estilo villanesco, una forma popular de la época.
También incluía algunas secciones homofónicas, mostrando menos apego al motete de la época que Verdelot, con sus pasajes imitativos. 
Además de estos madrigales, la mayoría publicados entre 1543 y 1549, produjo varias colecciones de obras de música sacra, que incluyen 4 Misas, más de 40 motetes, una serie de Lamentaciones, numerosos Magníficats, y letanías a María. 
El estilo de su música sacra reitera los criterios de su obra secular; limitación en el uso excesivo de pasajes imitativos o contrapuntísticos, y a menudo secciones puramente homofónicas. Como Roma era musicalmente conservadora en relación con el resto de Europa, y existía una fuerte reacción contra el estilo del contrapunto (explícitamente mencionado en el Concilio de Trento), es posible que la creación de Festa haya estado adaptada y limitada por el gusto y las necesidades de la Santa Sede.